# Jan Obenberger
Jan Obenberger (15 de maio de 1892 em Praga - 30 de abril de 1964) foi um entomologista checo .
Foi professor de Zoologia na Universidade Charles em Praga . Ele era um especialista em Buprestidae . Jan Obenberger era muito habilidoso em ilustração colorida.

## Trabalho
- Obenberger, J. 1928. De generis Aphanisticus Latr. (Col. Bupr.) speciebus aethiopicis. Africké druhy rodu Aphanisticus Latr. Acta Entomologica Musaei Nationalis Pragae 6:77-98.
- Obenberger, J. 1935. De regionis aethiopicae speciebus generis Agrili novis (Col. Bupr. ). Nové druhy krasců z rodu Agrilus z aethiopské oblasti. Acta Entomologica Musaei Nationalis Pragae 13:149-210.
- Obenberger, J. 1937. Révision des espèces exotiques du gênero Trachs Fabr. du continente africano. Přehled exotických druhů rodu Trachys africké pevniny. Acta Entomologica Musei Nationalis Pragae 15:46-101.
- Obenberger, J. 1945. Nový druh rodu Promeliboeus Obenb. (Col. Bupr. ). De generis Promelibeus Obenb. espécie nova (Col. Bupr. ). Acta Entomologica Musaei Nationalis Pragae 23:159-160.

Contribuições para Coleopterorum Catalogus . W. Junk, Berlim
- Obenberger, J. 1926. Par. 84. Buprestidae I. IN: S. Schenkling (ed. ), Coleopterorum Catalogus. W. Junk, Berlim, pp. 1-212.
- Obenberger, J. 1930. Par. 111. Buprestidae II. IN: S. Schenkling (ed. ), Coleopterorum Catalogus. W. Junk, Berlim, pp. 213-568.
- Obenberger, J. 1934. Par. 132. Buprestidae III. IN: S. Schenkling (ed. ), Coleopterorum Catalogus. W. Junk, Berlim, pp. 569-781.
- Obenberger, J. 1935. Par. 143. Buprestidae IV. IN: S. Schenkling (ed. ), Coleopterorum Catalogus. W. Junk, Berlim, pp. 782-934.
- Obenberger, J. 1936. Par. 152. Buprestidae V. IN: S. Schenkling (ed. ), Coleopterorum Catalogus. W. Junk, Berlim, pp. 935-1246.
- Obenberger, J. 1937. Par. 157. Buprestidae VI. IN: S. Schenkling (ed. ), Coleopterorum Catalogus. W. Junk, Berlim, pp. 1247-1714.